# Diospilites brevicornis
Diospilites brevicornis är en stekelart som beskrevs av Charles Thomas Brues 1933. Diospilites brevicornis ingår i släktet Diospilites och familjen bracksteklar. Inga underarter finns listade i Catalogue of Life.